# Сярска декларация
„Декларацията по разрешаването на Македонския въпрос от дейците на бившата Сярска революционна организация“ е политическа програма, издадена през 1918 година от дейци на Сярската група във Вътрешната македоно-одринска революционна организация, с която те се обявяват против подялбата на Македония. На базата на принципите, заложени в декларацията се създава Временното представителство на обединената бивша ВМОРО.